# Lista dos países signatários do Protocolo de Quioto

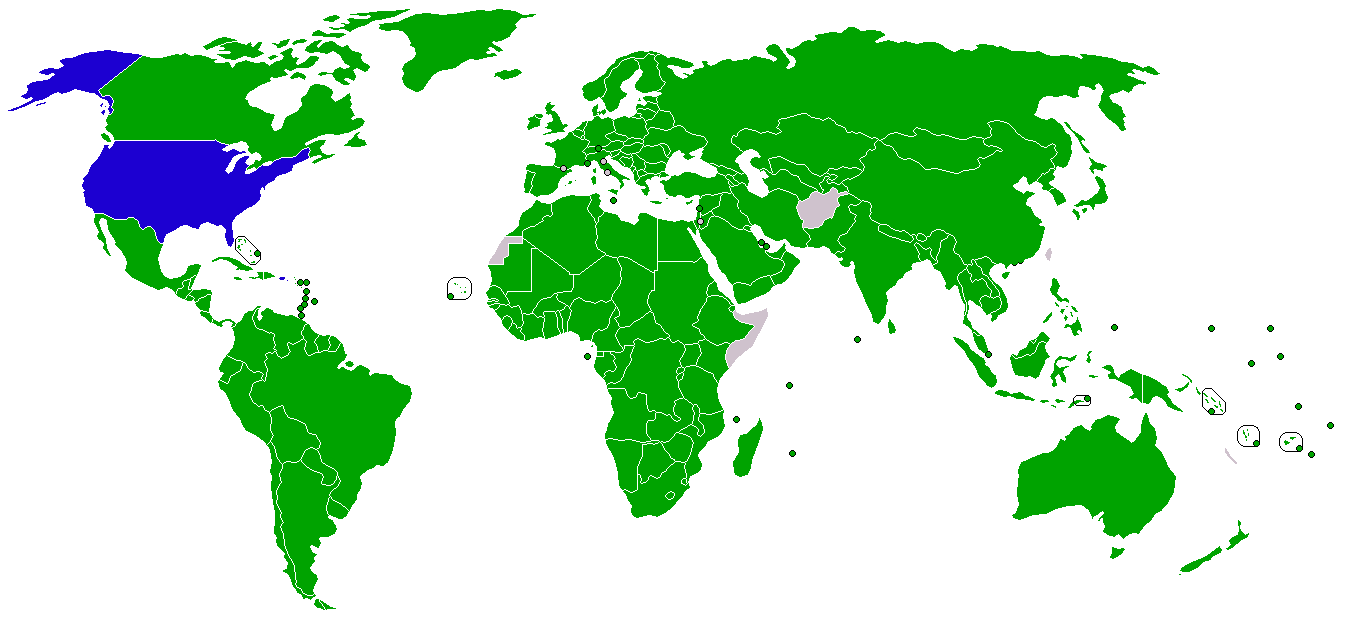
Participação no Protocolo de Quioto: a cor verde denota países que assinaram e ratificaram o tratado até fevereiro de 2009

Esta é uma lista dos países signatários do Protocolo de Quioto

## Signatários e retificados
| #   | País                            | Assinatura              | Ratifição               | Observações |  |
| 1   | Fiji                            | 17 de setembro de 1997  | 17 de setembro de 1998  | |  |
| 2   | Antígua e Barbuda               | 16 de março de 1998     | 3 de novembro de 1998   | |  |
| 3   | Tuvalu                          | 16 de novembro de 1998  | 16 de novembro de 1998  | |  |
| 4   | Maldivas                        | 16 de março de 1998     | 30 de dezembro de 1998  | |  |
| 5   | Turquemenistão                  | 28 de setembro de 1998  | 11 de janeiro de 1999   | |  |
| 6   | Trinidad e Tobago               | 7 de janeiro de 1999    | 28 de janeiro de 1999   | |  |
| 7   | Panamá                          | 8 de junho de 1998      | 5 de março de 1999      | |  |
| 8   | Bahamas                         |                         | 9 de abril de 1999      | |  |
| 9   | Geórgia                         |                         | 16 de junho de 1998     | |  |
| 10  | Estados Federados da Micronésia | 17 de março de 1998     | 21 de junho de 1999     | |  |
| 11  | Jamaica                         |                         | 28 de junho de 1999     | |  |
| 12  | Chipre                          |                         | 16 de julho de 1999     | |  |
| 13  | Paraguai                        | 25 de agosto de 1998    | 27 de agosto de 1999    | |  |
| 14  | Guatemala                       | 10 de julho de 1998     | 5 de outubro de 1999    | |  |
| 15  | Uzbequistão                     | 20 de novembro de 1998  | 12 de outubro de 1999   | |  |
| 16  | Nicarágua                       | 7 de julho de 1998      | 18 de novembro de 1999  | |  |
| 17  | Bolívia                         | 29 de julho de 1998     | 30 de novembro de 1999  | |  |
| 18  | Palau                           |                         | 10 de dezembro de 1999  | |  |
| 19  | Mongólia                        |                         | 15 de dezembro de 1999  | |  |
| 20  | Equador                         | 15 de janeiro de 1999   | 13 de janeiro de 2000   | |  |
| 21  | El Salvador                     | 8 de junho de 1998      | 13 de janeiro de 2000   | |  |
| 22  | Honduras                        | 25 de fevereiro de 1999 | 19 de julho de 2000     | |  |
| 23  | Barbados                        |                         | 7 de agosto de 2000     | |  |
| 24  | Guiné Equatorial                |                         | 16 de agosto de 2000    | |  |
| 25  | Lesoto                          |                         | 6 de setembro de 2000   | |  |
| 26  | Guiné                           |                         | 7 de setembro de 2000   | |  |
| 27  | Kiribati                        |                         | 7 de setembro de 2000   | |  |
| 28  | México                          | 9 de junho de 1998      | 7 de setembro de 2000   | |  |
| 29  | Azerbaijão                      |                         | 28 de setembro de 2000  | |  |
| 30  | Samoa                           | 16 de março de 1998     | 27 de novembro de 2000  | |  |
| 31  | Uruguai                         | 29 de julho de 1998     | 5 de fevereiro de 2001  | |  |
| 32  | Roménia                         | 5 de janeiro de 1999    | 19 de março de 2001     | |  |
| 33  | Ilhas Maurícias                 |                         | 9 de maio de 2001       | |  |
| 34  | Gâmbia                          |                         | 1 de junho de 2001      | |  |
| 35  | Vanuatu                         |                         | 17 de julho de 2001     | |  |
| 36  | Senegal                         |                         | 20 de julho de 2001     | |  |
| 37  | Nauru                           |                         | 16 de agosto de2001     | |  |
| 38  | Argentina                       | 16 de março de 1998     | 28 de setembro de 2001  | |  |
| 39  | Burundi                         |                         | 18 de outubro de 2001   | |  |
| 40  | Bangladesh                      |                         | 22 de outubro de 2001   | |  |
| 41  | Malawi                          |                         | 26 de outubro de 2001   | |  |
| 42  | Malta                           | 17 de novembro de 1998  | 11 de novembro de 2001  | |  |
| 43  | Chéquia                         | 23 de novembro de 1998  | 15 de novembro de 2001  | |  |
| 44  | Colômbia                        |                         | 30 de novembro de 2001  | |  |
| 45  | Marrocos                        |                         | 25 de janeiro de 2002   | |  |
| 46  | República Dominicana            |                         | 12 de fevereiro de 2002 | |  |
| 47  | Benim                           |                         | 25 de fevereiro de 2002 | |  |
| 48  | Djibuti                         |                         | 12 de março de 2002     | |  |
| 49  | Uganda                          |                         | 25 de março de 2002     | |  |
| 50  | Mali                            | 27 de janeiro de 1999   | 28 de março de 2002     | |  |
| 51  | Papua-Nova Guiné                | 2 de março de 1999      | 28 de março de 2002     | |  |
| 52  | Cuba                            | 15 de março de 1999     | 30 de abril de 2002     | |  |
| 53  | Islândia                        |                         | 23 de maio de 2002      | |  |
| 54  | Noruega                         | 29 de abril de 1998     | 30 de maio de 2002      | |  |
| --  | União Europeia                  | 29 de abril de 1998     | 31 de maio de 2002      | Todos os membros da União Europeia (do 55 a 70) assinaram simultaneamente. |  |
| 55  | Áustria                         | 24 de setembro de 1998  | 31 de maio de 2002      | |  |
| 56  | Bélgica                         | 29 de abril de 1998     | 31 de maio de 2002      | |  |
| 57  | Dinamarca                       | 29 de abril de 1998     | 31 de maio de 2002      | Gronelândia : aplicado · Ilhas Feroé : não aplicado |  |
| 58  | Finlândia                       | 29 de abril de 1998     | 31 de maio de 2002      | |  |
| 59  | França                          | 29 de abril de 1998     | 31 de maio 2002         | Guiana Francesa, Guadalupe, Martinica, Reunião: aplicado · Polinésia Francesa, Nova Caledônia, Wallis e Futuna, Terras Austrais e Antárticas Francesas, Mayotte, São Pedro e Miquelão: não aplicado       |  |
| 60  | Alemanha                        | 29 de abril de 1998     | 31 de maio de 2002      | |  |
| 61  | Grécia                          | 29 de abril de 1998     | 31 de maio de 2002      | |  |
| 62  | Irlanda                         | 29 de abril de 1998     | 31 de maio de 2002      | |  |
| 63  | Itália                          | 29 de abril de 1998     | 31 de maio de 2002      | |  |
| 64  | Luxemburgo                      | 29 de abril de 1998     | 31 de maio de 2002      | |  |
| 65  | Países Baixos                   | 29 de abril de 1998     | 31 de maio 2002         | Aruba: não aplicado · Antilhas Holandesas: não aplicado |  |
| 66  | Portugal                        | 29 de abril de 1998     | 31 de maio de 2002      | |  |
| 67  | Eslováquia                      | 26 de fevereiro de 1998 | 31 de maio de 2002      | |  |
| 68  | Espanha                         | 29 de abril de 1998     | 31 de maio de 2002      | |  |
| 69  | Suécia                          | 29 de abril de 1998     | 31 de maio de 2002      | |  |
| 70  | Reino Unido                     | 29 de abril de 1998     | 31 de maio de 2002      | |  |
| 71  | Japão                           | 28 de abril de 1998     | 4 de junho de 2002      | |  |
| 72  | Letônia                         | 14 de dezembro de 1998  | 5 de julho de 2002      | |  |
| 73  | Seicheles                       | 20 de março de 1998     | 22 de julho de 2002     | |  |
| 74  | África do Sul                   |                         | 31 de julho de 2002     | |  |
| 75  | Eslovênia                       | 21 de outubro de 1998   | 2 de agosto de 2002     | |  |
| 76  | Granada                         |                         | 6 de agosto de 2002     | |  |
| 77  | Costa Rica                      | 27 de abril de 1998     | 9 de agosto de 2002     | |  |
| 78  | Bulgária                        | 18 de setembro de 1998  | 15 de agosto de 2002    | |  |
| 79  | Hungria                         |                         | 21 de agosto de 2002    | |  |
| 80  | Camboja                         |                         | 22 de agosto de 2002    | |  |
| 81  | Brasil                          | 29 de abril de 1998     | 23 de agosto de 2002    | |  |
| 82  | Butão                           |                         | 26 de agosto de 2002    | |  |
| 83  | Chile                           | 17 de junho de 1998     | 26 de agosto de 2002    | |  |
| 84  | Índia                           |                         | 26 de agosto de 2002    | |  |
| 85  | Tanzânia                        |                         | 26 de agosto de 2002    | |  |
| 86  | Camarões                        |                         | 28 de agosto de 2002    | |  |
| 87  | Tailândia                       | 2 de fevereiro de 1999  | 28 de agosto de 2002    | |  |
| 88  | China                           | 29 de maio de 1998      | 30 de agosto de 2002    | Hong Kong: aplicado desde 8 de abril de 2003 · Macau: não aplicado |  |
| 89  | Sri Lanka                       |                         | 3 de setembro de 2002   | |  |
| 90  | Malásia                         | 12 de março de 1999     | 4 de setembro de 2002   | |  |
| 91  | Peru                            | 13 de novembro de 1998  | 12 de setembro de 2002  | |  |
| 92  | Vietname                        | 3 de dezembro de 1998   | 25 de setembro de 2002  | |  |
| 93  | Estónia                         | 3 de dezembro de 1998   | 14 de outubro de 2002   | |  |
| 94  | Libéria                         |                         | 5 de novembro de 2002   | |  |
| 95  | Coreia do Sul                   | 25 de setembro de 1998  | 8 de novembro de 2002   | |  |
| 96  | Polónia                         | 15 de julho de 1998     | 13 de dezembro de 2002  | |  |
| 98  | Nova Zelândia                   | 22 de maio de 1998      | 19 de dezembro de 2002  | Niue: assinado em 8 de dezembro de 1998, ratificado em 6 de maio de 1999 · Ilhas Cook: assinado em 16 de setembro de 1998, ratificado 27 de agosto de 2001 · Toquelau: não aplicado                       |  |
| 99  | Lituânia                        | 21 de setembro de 1998  | 3 de janeiro de 2003    | |  |
| 100 | Jordânia                        |                         | 17 de janeiro de 2003   | |  |
| 101 | Tunísia                         |                         | 22 de janeiro de 2003   | |  |
| 102 | Laos                            |                         | 6 de fevereiro de 2003  | |  |
| 103 | Ilhas Salomão                   | 29 de setembro de 1998  | 13 de março de 2003     | |  |
| 104 | Moldávia                        |                         | 22 de abril de 2003     | |  |
| 105 | Armênia                         |                         | 25 de abril de 2003     | |  |
| 106 | Quirguistão                     |                         | 13 de maio de 2003      | |  |
| 107 | Gana                            |                         | 30 de maio de 2003      | |  |
| 108 | Suíça                           | 16 de março de 1998     | 9 de julho de 2003      | |  |
| 109 | Guiana                          |                         | 5 de agosto de 2003     | |  |
| 110 | Botswana                        |                         | 8 de agosto de 2003     | |  |
| 111 | Ilhas Marshall                  | 17 de março de 1998     | 11 de agosto de 2003    | |  |
| 112 | Myanmar                         |                         |                         | 13 de agosto de 2003 |  |
| 113 | Santa Lúcia                     | 16 de março de 1998     | 20 de agosto de 2003    | |  |
| 114 | Namíbia                         |                         | 4 de setembro de 2003   | |  |
| 115 | Madagáscar                      |                         | 24 de setembro de 2003  | |  |
| 116 | Belize                          |                         | 26 de setembro de 2003  | |  |
| 117 | Filipinas                       | 15 de abril de 1998     | 20 de novembro de 2003  | |  |
| 118 | Israel                          | 16 de dezembro de 1998  | 15 de março de 2004     | |  |
| 119 | Ucrânia                         | 15 de março de 1999     | 12 de abril de 2004     | |  |
| 120 | Togo                            |                         | 2 de julho de 2004      | |  |
| 121 | Ruanda                          |                         | 22 de julho de 2004     | |  |
| 122 | Iêmen                           |                         | 15 de setembro de 2004  | |  |
| 123 | Níger                           | 23 de outubro de 1998   | 30 de setembro de 2004  | |  |
| 124 | Sudão                           |                         | 2 de novembro de 2004   | |  |
| 125 | Rússia                          | 11 de março de 1999     | 18 de novembro de 2004  | Com a ratificação da Rússia, a cláusula de "55% das emissões de CO2 em 1990 das Partes inclusas no Anexo I" foi satisfeita e o tratado entrou em vigor, efetivamente a partir de 16 de fevereiro de 2005. |  |
| 126 | Macedônia do Norte              |                         | 18 de novembro de 2004  | |  |
| 127 | Indonésia                       | 13 de julho de 1998     | 3 de dezembro de 2004   | |  |
| 128 | Liechtenstein                   | 29 de junho de 1998     | 3 de dezembro de 2004   | |  |
| 129 | Nigéria                         |                         | 10 de dezembro de 2004  | |  |
| 130 | São Vicente e Granadinas        | 19 de março de 1998     | 31 de dezembro de 2004  | |  |
| 131 | Paquistão                       |                         | 11 de janeiro de 2005   | |  |
| 132 | Catar                           |                         | 11 de janeiro de 2005   | |  |
| 133 | Egito                           | 15 de março de 1999     | 12 de janeiro de 2005   | |  |
| 134 | Moçambique                      |                         | 18 de janeiro de 2005   | |  |
| 135 | Omã                             |                         | 19 de janeiro de 2005   | |  |
| 136 | Dominica                        |                         | 25 de janeiro de 2005   | |  |
| 137 | Emirados Árabes Unidos          |                         | 26 de janeiro de 2005   | |  |
| 138 | Arábia Saudita                  |                         | 31 de janeiro de 2005   | |  |
| 139 | Argélia                         |                         | 16 de fevereiro de 2005 | |  |
| 140 | Venezuela                       |                         | 18 de fevereiro de 2005 | |  |
| 141 | Quênia                          |                         | 25 de fevereiro de 2005 | |  |
| 142 | Kuwait                          |                         | 11 de março de 2005     | |  |
| 143 | República Democrática do Congo  |                         | 23 de março de 2005     | |  |
| 144 | Burquina Fasso                  |                         | 31 de março de 2005     | |  |
| 145 | Albânia                         |                         | 1 de abril de 2005      | |  |
| 146 | Etiópia                         |                         | 14 de abril de 2005     | |  |
| 147 | Coreia do Norte                 |                         | 27 de abril de 2005     | |  |
| 148 | Haiti                           |                         | 6 de julho de 2005      | |  |
| 149 | Mauritânia                      |                         | 22 de julho de 2005     | |  |
| 150 | Eritreia                        |                         | 28 de julho de 2005     | |  |
| 151 | Irão                            |                         | 22 de agosto de 2005    | |  |
| 152 | Bielorrússia                    |                         | 26 de agosto de 2005    | |  |
| 153 | Nepal                           |                         | 16 de setembro de 2005  | |  |
| 154 | Guiné-Bissau                    |                         | 18 de novembro de 2005  | |  |
| 155 | Essuatíni                       |                         | 13 de janeiro de 2006   | |  |
| 156 | Síria                           |                         | 27 de janeiro de 2006   | |  |
| 157 | Bahrein                         |                         | 31 de janeiro de 2006   | |  |
| 158 | Cabo Verde                      |                         | 10 de fevereiro de 2006 | |  |
| 159 | Mónaco                          | 29 de abril de 1998     | 27 de fevereiro de 2006 | |  |
| 160 | Singapura                       |                         | 12 de abril de 2006     | |  |
| 161 | Zâmbia                          | 5 de agosto de 1998     | 7 de julho de 2006      | |  |
| 162 | Líbia                           |                         | 24 de agosto de 2006    | |  |
| 163 | Suriname                        |                         | 25 de setembro de 2006  | |  |
| 164 | Serra Leoa                      |                         | 10 de novembro de 2006  | |  |
| 165 | Gabão                           |                         | 12 de novembro de 2006  | |  |
| 166 | Líbano                          |                         | 13 de dezembro de 2006  | |  |
| 167 | República do Congo              |                         | 12 de fevereiro de 2007 | |  |
| 168 | Bósnia e Herzegovina            |                         | 16 de abril de 2007     | |  |
| 169 | Costa do Marfim                 |                         | 23 de abril de 2007     | |  |
| 170 | Croácia                         | 11 de março de 1999     | 27 de abril de 2007     | |  |
| 171 | Angola                          |                         | 8 de maio de 2007       | |  |
| 172 | Austrália                       |                         | 3 de dezembro de 2007   | |  |
| 173 | Turquia                         | 4 de junho de 2008      | 5 de fevereiro de 2009  | |  |

## Assinado com intenção de ratificar
- Cazaquistão

## Não assinado e não ratificado
0 País desconhecido 1  Afeganistão
2  Andorra
3  Brunei
4  Chade
5  Comores
6  Estados Unidos
7  Iraque
8  Mónaco
9  Palestina
10  Saara Ocidental
11  República Centro-Africana
12  São Cristóvão e Neves
13  San Marino
14  São Tomé e Príncipe
15  Sérvia
16  Somália
17  Tajiquistão
18  Taiwan
19  Timor-Leste
20  Tonga
21  Vaticano

## Países pertencentes ao Anexo I
As Partes Anexo I correspondem aos países-membros da OECD e os países do antigo bloco soviético, que são chamados de países em transição para economia de mercado.
As Partes Anexo I são aquelas que têm metas de redução em relação ao Protocolo de Quioto. São divididos em dois sub-grupos:
- Membros da OECD, aqueles países que necessitam diminuir suas emissões e portanto podem tornar-se compradores de créditos provenientes dos mecanismos de flexibilização, como a Alemanha, Japão, Holanda, etc.
- os países que estão em transição econômica (antigo bloco soviético) e por isso podem ser anfitriões de projetos do tipo implementação conjunta, como a Ucrânia, Rússia, Romênia, etc.

Note que a lista abaixo é a lista completa, incluindo países não signatários.
- Alemanha
- Austrália
- Áustria
- Bielorrússia (1)
- Bélgica
- Bulgária (1)
- Canadá
- Croácia (1) (2)
- Dinamarca
- Eslováquia (1) (2)
- Eslovênia (2)
- Espanha
- Estados Unidos
- Estónia (1)
- Rússia (1)
- Islândia
- França
- Grécia
- Hungria (1)
- Irlanda
- Itália
- Japão
- Letônia (1)
- Liechtenstein] (2)
- Lituânia (1)
- Luxemburgo
- Mónaco (2)
- Noruega
- Nova Zelândia
- Países Baixos
- Polónia (1)
- Portugal
- Reino Unido
- Chéquia (1) (2)
- Roménia (1)
- Suécia
- Suíça
- Turquia
- Ucrânia (1)
- União Europeia

(1) Países em processo de transição para uma economia de mercado.
(2) Países que passaram a fazer parte do Anexo I mediante emenda que entrou em vigor no dia 13 de agosto de 1998, em conformidade com a decisão 4/CP.3 adoptada na COP 3.
Os países com economia em transição (marcados com (1)) podem ser anfitriões de projetos de Implementação conjunta.  Os demais países da lista são (ou deveriam ser) os países com metas para diminuição de emissões de gases do efeito estufa, portanto necessitam adquirir créditos de carbono.
Os países em desenvolvimento são chamados países do "não Anexo I" e podem ser anfitriões de projetos de Mecanismo de Desenvolvimento Limpo.